# Åråsen Stadion
Åråsen Stadion stadion piłkarski, położony w mieście Lillestrøm w Norwegii. Oddany został do użytku w 1951 roku. Od tego czasu swoje mecze na tym obiekcie rozgrywa zespół Lillestrøm SK.
Pojemność Åråsen Stadion wynosi 12 250 miejsc. Rekordową frekwencję, wynosząca 13 652 osób, odnotowano w 2002 roku podczas meczu pomiędzy Lillestrøm SK a Vålerengą.
Stadion był jedną z aren piłkarskich Mistrzostw Europy kobiet w 1997 roku. Rozegrane zostały na nim trzy spotkania fazy grupowej oraz jeden półfinał turnieju.
Na obiekcie odbyły się także dwa spotkania fazy grupowej Mistrzostw Europy U-19 w 2002 roku.